# Arnould III de Guînes
Pour les articles homonymes, voir Arnould.
Arnould III de Guînes, comte de Guines (1244-1283), châtelain de Bourbourg, seigneur d'Ardres, (seigneurs d'Ardres), seigneur de Tourcoing (1244-1293) et d'Alost, fils de Baudouin III de Guînes et de Mahaut de Fiennes.

## Biographie
Arnould III succède à son père en janvier 1245.
Il se rend en Angleterre faire sa cour au roi Henri III, il est arrêté par Roger Bigot, comte-maréchal d'Angleterre, en représailles du fait de ce que lui-même avait été arrêté lorsqu'il traversait avec le titre d'ambassadeur le comté de Guînes pour se rendre au premier concile de Lyon en 1245. Le roi de France, Louis IX, (Saint-Louis) s'entremet et obtient d'Arnould qu'il supprime les péages que celui-ci avait installés.
Il avait rendu hommage (homme-lige) au comte d'Artois Robert Ier d'Artois.
Arnould s'était constitué caution pour le châtelain de Saint-Omer ; en juillet 1252, Jean d'Ypres, seigneur de Reninghe (sans doute Reninge), et sa femme Mathilde promettent de l'indemniser.
À la suite de son mariage avec Alix de Coucy, il se retrouve entrainé avec le comte de Bar Thiébaut II de Bar à soutenir le comte de Flandre Gui de Dampierre dans son conflit avec Guillaume II, comte de Hollande. A la bataille de Westkapelle, le 4 juillet 1253, Gui de Dampierre est battu, et Arnould fait prisonnier, se voit obligé de payer une lourde rançon qu'il ne réussit à payer qu'en accordant des privilèges aux gens de son comté. En 1254, Arnould III déclare devoir à ses échevins de Guînes, Ardres, Audervic (Audruicq), et du pays de Bredenarde la somme de 20 700 livres parisis qu'ils avaient payé pour sa rançon.
En 1255, Henri III, roi d'Angleterre, donne un sauf conduit à Arnould, et à sa suite, pour qu'il puisse venir en Angleterre, (probablement pour pouvoir s'occuper de ses possessions dans ce pays). Le sauf conduit délivré en décembre est déclaré valable jusqu'à la Pâques suivante, soit de l'ordre de trois mois.
En 1264, Arnould approuve une donation faite à l'abbaye Saint-Léonard de Guînes. Dans ce domaine, il se montre le digne successeur de ses prédécesseurs en accordant des libéralités à plusieurs abbayes : ainsi en 1270, à l'abbaye de Bonham sur Sainte-Marie-Kerque, fondée par sa grand-mère Béatrix III de Bourbourg, à l'abbaye de Clairmarais; en 1272, accord avec l'abbaye de Saint-Bertin de Saint-Omer au sujet de la libre circulation des tenanciers de celle-ci demeurant à Scales (Escalles), en 1277, l'abbaye du mont-Saint-Éloi se voit accorder l'exemption de tous péages dans les domaines d'Arnould.
En 1268, Arnould III et son fils Baudouin sont opposés à un chevalier du Pas-de-Calais, Flastred de Wavequerke, lequel les poursuit devant le Parlement de Paris au motif de lui avoir causé des torts et d'avoir brisé un accord de paix qui a été imposé aux deux parties. Le Parlement commence d'abord par décider en novembre que la cour du comte d'Artois n'a pas à intervenir dans ce litige, puis en février 1269, elle approuve l'accord conclu entre le chevalier et le procureur du comte de Guînes. 
Pressé de difficultés financières après l'énorme somme versée pour acquitter sa rançon, Arnould met en ordre ses affaires : en 1280, il passe un accord avec son frère Baudouin pour déterminer la part de ce dernier dans l'héritage paternel. 
Arnould ne réussit à payer ni ses dettes ni les intérêts liés à celles-ci. Il cède d'abord au comte d'Artois son château de la Montoire au mois de mai 1281 puis est contraint de vendre son comté.
En février 1283, Arnould vend le comté au roi Philippe III le Hardi pour un montant de 3 000 livres parisis et une rente viagère de 1 000 livres tournois bien qu'il eût auparavant fait donation de son comté à son fils Baudouin. Cette vente marque la fin du comté de Guînes.
Arnould décède peu de temps après la même année.

## Mariage et descendance
Arnould épouse Alix de Coucy, fille puînée d'Enguerrand III de Coucy et de sa troisième épouse Marie de Montmirail dame de d'Oisy
- Baudouin († 1295), prétendant au comté de Guînes qui reçut la seigneurie d'Ardres
- Enguerrand V (° v. 1255 † apr. 1321), succède à son oncle dans la seigneurie de Coucy, seigneur de Coucy, Montmirail et Oisy, chef de la seconde branche de Coucy, élevé à la cour d'Alexandre III d'Écosse
- Jean de Guînes eut la vicomté de Meaux, épouse Jeanne de Chantilly
- N… épouse un seigneur irlandais
- Isabeau épouse Gaucher de Bazoches
- Alix de Guînes, dame de Tourcoing en 1293-1294, (seigneurs de Tourcoing), revendit le titre à Guillaume Ier de Mortagne, seigneur d'Audenarde. En 1272, son père lui (elle est appelée Alips dans l'acte) donne en dot 1745 mesures (environ 780 hectares) de terre de son bois de Tournehem, à l'occasion de son mariage avec Walter Berthout, avoué de Malines. En 1293, Gui de Dampierre, comte de Flandre, approuve la donation faite à la collégiale Saint-Pierre de Lille, par le chevalier Jean de Mortagne, d'une dîme se prélevant à Bikschote, et qui était tenue en fief d'Aelide de Guînes. En 1298, Adelise ou Alix de Gysène ou Guînes, femme de Walter Berthout, seigneur de Malines, donne à Jean Sandersse, en augmentation du fief que celui-ci tient de Jean Berthout, fils d'Adelise, ses biens à Schelle, au lieu-dit Hagelsteene, en se réservant seulement la haute justice (justice seigneuriale). Toujours en 1298, Aleyde ou Adelise ou Alix de Guînes, veuve du sire de Malines, déclare avoir reçu de sire Hugues van Vulrestraeten, bourgeois de Gand, la somme de 30 livres parisis pour le dixième ou droit d'acquisition d'un fief. En 1311, Alips ou Alix de Guînes, dame de Malines, déclare avoir vendu à la comtesse d'Artois, (Mahaut d'Artois), tout ce qu'elle possédait d'elle en fief. En 1322, Enguerrand de Guînes, (Enguerrand V de Coucy), seigneur de Coucy et de Montmirail, donne, à la demande de sa sœur Aélis de Guînes, veuve de Berthout, seigneur de Malines, à son fils Robert de Guînes, chanoine de Notre-Dame de Cambrai, un fief qui lui était échu de son cousin Baudouin de Moringhem.
- Béatrix abbesse de l'abbaye Sainte-Colombe de Blendecques (? 1287)

## Sources
- (nl) Cet article est partiellement ou en totalité issu de l’article de Wikipédia en néerlandais intitulé « Arnoud III van Guînes » (voir la liste des auteurs).
- M. Prevost, « Arnoul, comtes de Guînes », dans Dictionnaire de Biographie française, Tome 3, 1939, Paris, Letouzey et Ané.

- Alphonse Wauters, Table chronologique des chartes et diplômes imprimés concernant l'histoire de la Belgique, Bruxelles, 1866 à 1904.

- Généalogie Québec
- Histoire de la Maison Royale de France, et des grands officiers de la Couronne - Par Anselme de Sainte-Marie, Ange de Sainte-Rosalie - 1733 - Page 543
- Revue belge et étrangère, Volume 12 - 1861